# 小林克也のNo.1 RADIO
『小林克也のNo.1 RADIO』（こばやしかつやのナンバーワンレディオ）は、中国放送（RCCラジオ）で毎年11月下旬にわたって放送される福山放送局（支社）製作の広島県ローカルのラジオのリクエスト番組である。福山市出身の小林克也の冠番組。

## 番組概要
2015年12月1日にワイドFMが正式開局することを記念して、その後日（同年12月2日）に特別番組が行われる。

## 出演
メインパーソナリティー
- 小林克也

中継リポーター
- 藤田弘之

アシスタント
- 河村綾奈（RCCアナウンサー） - 2016年、2018年
- 中根夕希（RCCアナウンサー） - 2017年、2023年
- 田村友里（RCCアナウンサー） - 2019年
- 田口麻衣（RCCアナウンサー） - 2020年、2024年
- 唐澤恋花（RCCアナウンサー） - 2021年
- 渕上沙紀（RCCアナウンサー） - 2022年

スペシャルゲスト
- 横山雄二（RCCアナウンサー） - 2015年

## 各回の放送概要
| 回     | 放送日時                     | テーマ               | 備考                |
| ------ | ---------------------------- | -------------------- | ------------------- |
| 第1回  | 2015年12月2日 10:00 - 14:00  | 人生のNO.1ソング     |                     |
| 第2回  | 2016年10月2日 10:00 - 14:00  | 人生のNO.1ソング     |                     |
| 第3回  | 2017年10月1日 10:00 - 14:00  | 人生のNO.1ソング     |                     |
| 第4回  | 2018年9月30日 10:00 - 13:55  | 人生のNO.1ソング     |                     |
| 第5回  | 2019年9月29日 10:00 - 14:00  | 人生のNO.1ソング     |                     |
| 第6回  | 2020年11月23日 12:00 - 17:00 | 人生のNO.1ソング     |                     |
| 第7回  | 2021年11月23日 12:00 - 16:00 | 人生のNO.1ソング     |                     |
| 第8回  | 2022年11月23日 12:00 - 16:00 | 家族・私たちの城     |                     |
| 第9回  | 2023年11月19日 10:00 - 14:00 | 嬉しい涙もあるんだよ |                     |
| 第10回 | 2024年11月17日 10:00 - 14:00 | 10年前の私へ         | 10Years Anniversary |